# Lars Brandt

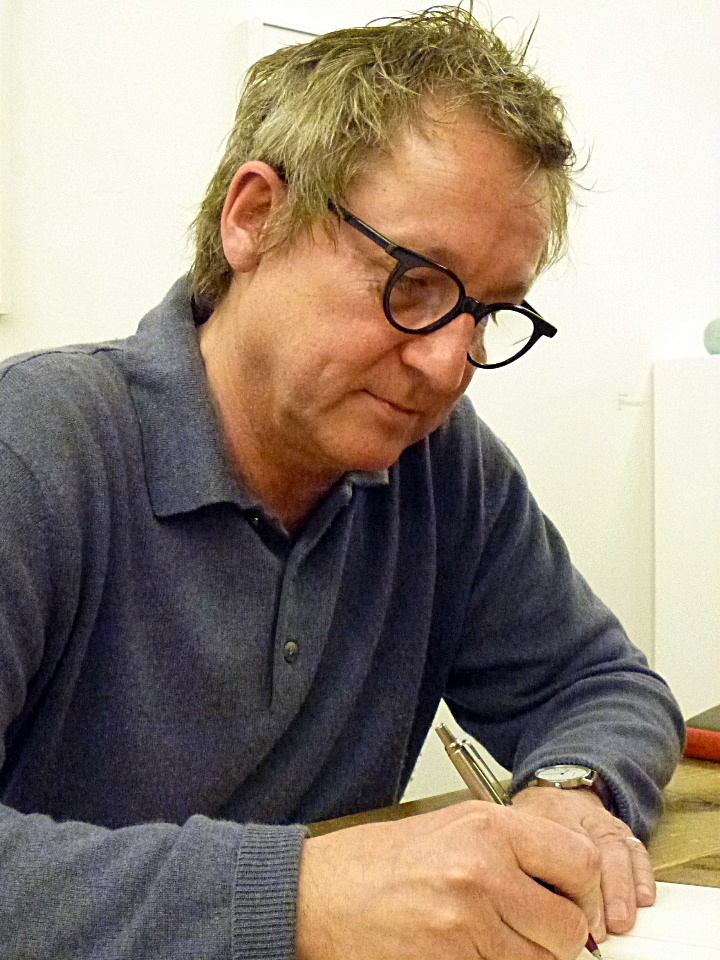
Lars Brandt (2012)

Lars Brandt (* 3. Juni 1951 in West-Berlin) ist ein deutscher Schriftsteller und Filmemacher.

## Leben
Lars Brandt ist der zweite von drei Söhnen des ehemaligen deutschen Bundeskanzlers, SPD-Vorsitzenden und Regierenden Bürgermeisters von Berlin Willy Brandt und dessen zweiter Ehefrau Rut Brandt. Seine Brüder sind Peter Brandt und Matthias Brandt.
Lars Brandt studierte Politikwissenschaft, Soziologie, Philosophie und kurzzeitig Japanologie. Seit Mitte der 1970er Jahre ist er als freier Künstler tätig und arbeitet an der „Schnittstelle von Bild und Wort“, er macht Filme, Texte und Bilder.
In seinem Dokumentarfilm Momente des Glücks – H. C. Artmann (2000 WDR/ARTE) und seinem Buch H. C. Artmann – ein Gespräch (2001 im Residenz Verlag in Salzburg erschienen) beschäftigte Brandt sich mit dem Dichter und Georg-Büchner-Preisträger H. C. Artmann. Er setzte Artmann, der kurz nach der Arbeit an diesem Projekt starb, damit ein Denkmal.
Brandt erlebte den Aufstieg seines Vaters aus nächster Nähe mit und verfasste über sein Verhältnis zu seinem 1992 gestorbenen Vater das literarische Buch Andenken (2006 im Hanser Verlag in München erschienen). Das von der Kritik viel gelobte Werk erreichte direkt nach Erscheinen Platz 1 der Bestseller-Liste des Nachrichtenmagazins Spiegel.

„‚Andenken‘ von Lars Brandt ist von seinem Genre her Kurzprosa, von seinem Wesen her ein Brief an den Vater. Es ist ein Brief, in dem der Sohn sich nicht vom verstorbenen Vater Willy trennt, sondern im Gegenteil stilistische und gedankliche Zuspitzung einsetzt, um das Trennende zu überwinden.“

In seinem ersten Roman Gold und Silber (2008 im Hanser Verlag erschienen) erzählt Brandt verschlüsselt von der Liebe. Der Roman schildert eine Künstlergruppe, die ihre Tage am Tisch einer Arbeits-Wohngemeinschaft wie an einer wiedererschaffenen „Artustafel“ verbringt. Im Mittelpunkt steht ein „müder Lancelot“, der die von ihm Verehrte an einen Konkurrenten verliert.
Brandt lebt und arbeitet in Bonn.

## Werke
- H. C. Artmann. Ein Gespräch. Residenz-Verl., Salzburg u. a. 2001, ISBN 3-7017-1265-4. (Medienkombination, mit CD-ROM)
- Andenken. Erstausg.: Hanser Verl., München u. a. 2006; 2. Aufl., Hanser Verl., München u. a. 2006, ISBN 3-446-20710-4; Taschenbuchausgabe: Rowohlt-Taschenbuch-Verl., Reinbek bei Hamburg 2007 (= Rororo, 24453), ISBN 978-3-499-24453-7.
- Gold und Silber, Roman. Hanser Verlag, München u. a. 2008, ISBN 978-3-446-23032-3.
- Alles Zirkus Roman, Hanser Verlag, München 2012.

## Filme
- Katz und Maus, Regie Hansjürgen Pohland, BRD 1967
- Momente des Glücks – H. C. Artmann, WDR/ARTE 2000

## Schauspieler
Im Film Katz und Maus (1966) spielte Lars Brandt die Rolle des jungen Joachim Mahlke. Sein Bruder Peter Brandt spielte die Rolle des älteren Joachim Mahlke.